# Stemma del Malawi
Lo stemma del Malawi è stato adottato nel 1964 ed è basato sullo stemma del Nyasaland.

## Descrizione
Nella parte centrale dello stemma vi è uno scudo suddiviso in tre parti: sul settore superiore dello scudo vi sono delle onde celesti su sfondo bianco; sul settore centrale un leone color oro su sfondo rosso; mentre sul settore inferiore vi è un sole color oro su sfondo nero. La parte superiore dello stemma è composta da un sole che sorge, simbolo di libertà e rinascita, un'aquila pescatrice africana, delle onde che simboleggiano il lago Malawi, un elmo e un nastro oro e rosso. Lo scudo centrale è sorretto a destra da un ghepardo e a sinistra da un leone. Nella parte inferiore dello stemma vi sono delle rocce e il motto Unity and Freedom (in inglese "Unità e Libertà").